# Запис Николића липа (Слатина)
Запис Николића липа (Слатина) се налази на парцели чији је власник Град Јагодина.

## Локација
| Општина             | Јагодина                                                         |
| Катастарска општина | Слатина                                                          |
| Потес               | Село                                                             |
| Координате          | 43° 55′ 09″ С; 21° 05′ 08″ И / 43.9193° С; 21.085599999999999° И |
| Надморска висина    | 350m                                                             |

## Карактеристике
Дендрометријске вредности утврђене на терену и сателитским снимцима:
| Стабло                     | Липа |
| Висина стабла              | m    |
| Обим дебла                 | m    |
| Пречник крошње             | 5m   |
| Пречник дебла              | m    |
| Висина дебла до прве гране | m    |

## База записа
Запис је у оквиру Викимедија пројекта "Запис - Свето дрво" заведен под редним бројем 0719.